# Louis-Théandre Chartier de Lotbinière
Louis-Théandre Chartier de Lotbinière (Parigi, 1612 – Parigi, 1680) è stato un funzionario francese.

## Biografia
Fu procuratore fiscale e luogotenente generale del siniscalcato di Québec, procuratore fiscale al Consiglio sovrano della Nuova Francia e prevosto di Québec.
Il primo antenato conosciuto, Philippe Chartier, figlio di Joseph e di Marguerite Amelotte, nacque a Digione attorno al 1345. Nel Quattrocento i Chartier divennero ottennero la nobiltà con Alain, funzionario all'epoca di re Carlo VI di Francia. Dopo quattro generazioni, con Clement Chartier nato nel 1456, presero anche il soprannome "de Lotbinière". Alleata ai Châteaubriand, ai Rochefoucault, ai Polignac, la famiglia Chartier, tra quelle che arrivarono in Nuova Francia, era quella con più antico lignaggio.
Si sa poco della carriera pre-canadese di Louis-Théandre. Priore di Saint-Étienne de Monays in gioventù, cedette i suoi benefici al fratello René (deceduto in Francia il 19 ottobre 1655, il quale aveva fatto un soggiorno in Canada dal 1643 al 1647 in qualità di cappellano delle Orsoline di Québec). Nel 1641 Louis-Théandre si sposò a Parigi con Elisabeth Damours, sorella di Mathieu Damours de Chaffours e parente di Jean de Lauson, futuro governatore della Nuova Francia. Dal matrimonio nacquero due figli: René-Louis e Marie-Françoise.
Probabilmente sotto sollecitazione di Jean de Lauson che Louis-Théandre e la sua famiglia intrapresero il viaggio verso il Canada: sbarcarono a Québec il 13 ottobre 1651. Appena arrivato a Québec, il nuovo governatore Jean de Lauson istituì il siniscalcato e Chartier venne nominato procuratore generale. Nel 1656 venne promosso luogotenente generale civile e militare dello stesso tribunale. Tenne questa funzione fino all'autunno del 1663, quando il siniscalcato venne abolito con la creazione del consiglio sovrano della Nuova Francia.
Lotbinière fu chiamato subito a giocare un ruolo importante nella nuova istituzione. All'inizio del 1664 i consiglieri Denis-Joseph Ruette d'Auteuil, Louis Rouer de Villeray, Augustin Saffray de Mézy avevano destituito il consigliere il procuratore generale Jean Bourdon. Il 10 marzo Chartier venne nominato procuratore generale, nonostante l'opposizione di Monsignor Laval. Tuttavia Bourdon venne reinstallato poco dopo e il 16 aprile Chartier diede le dimissioni. Nel mese di settembre il governatore espulse dal consiglio Villeray, Auteuil, Bourdon e Juchereau de la Ferté. Il 24 settembre, in un momento in cui era assente il vescovo Laval, il governatore nominò Chartier de Lotbinière procuratore generale, il quale occupò la funzione fino al 6 dicembre 166, giorno in cui Alexandre de Prouville de Tracy ridiede l'incarico a Bourdon.
D'altro canto nell'autunno del 1666 Chartier si preparava a presidiare un'altra magistratura. Il primo maggio 1666 la Compagnia francese delle Indie occidentali diede a Chartier l'incarico di luogotenente civile e criminale. Installatosi nel gennaio 1667, Chartier ricoprì questa carica fino al 1677, quando la lasciò in favore del figlio.
Nel 1677 Louis-Théandre fece ritorno in Francia per una questione di eredità. Morì in Francia nel 1680.